# Хоен Шпренц
Хоен Шпренц (њем. Hohen Sprenz) општина је у њемачкој савезној држави Мекленбург-Западна Померанија. Једно је од 62 општинска средишта округа Гистров. Према процјени из 2010. у општини је живјело 482 становника. Посједује регионалну шифру (AGS) 13053034.

## Географски и демографски подаци
Хоен Шпренц се налази у савезној држави Мекленбург-Западна Померанија у округу Гистров. Општина се налази на надморској висини од 22 метра. Површина општине износи 22,4 km². У самом мјесту је, према процјени из 2010. године, живјело 482 становника. Просјечна густина становништва износи 21 становника/km².